# Kalle Berglund
Kalle Anders Berglund (né le 11 mars 1996 à Olofström) est un athlète suédois, spécialiste du demi-fond.

## Carrière
Il appartient au club Spårvägens FK. Il devient champion de Suède du 1 500 m en 2015 et 2016.
Le 4 mars 2017, il devient vice-champion d'Europe en salle du 1 500 m à Belgrade, battu par le Polonais Marcin Lewandowski.
Le 13 juin 2019, il bat à Oslo le record de Suède du mile en 3 min 53 s 83, améliorant la vieille marque nationale datant de 1975.

## Palmarès
| Date | Compétition                       | Lieu        | Résultat | Épreuve | Temps         |
| ---- | --------------------------------- | ----------- | -------- | ------- | ------------- |
| 2014 | Championnats du monde juniors     | Eugene      | 7e       | 800 m   | 1 min 47 s 31 |
| 2015 | Championnats d'Europe par équipes | Tcheboksary | 6e       | 800 m   | 1 min 46 s 85 |
| 2015 | Championnats d'Europe juniors     | Eskilstuna  | 4e       | 800 m   | 1 min 49 s 88 |
| 2017 | Championnats d'Europe en salle    | Belgrade    | 2e       | 1 500 m | 3 min 45 s 56 |
| 2019 | Championnats d'Europe par équipes | Bydgoszcz   | 2e       | 3 000 m | 8 min 02 s 79 |
| 2019 | Championnats du monde             | Doha        | 9e       | 1 500 m | 3 min 33 s 70 |

## Records
| Épreuve | Épreuve   | Temps              | Lieu       | Date            |
| ------- | --------- | ------------------ | ---------- | --------------- |
| 800 m   | Plein air | 1 min 46 s 63      | Karlstad   | 25 juillet 2018 |
| 800 m   | En salle  | 1 min 47 s 62      | Växjö      | 26 février 2017 |
| 1 000 m | Plein air | 2 min 19 s 21      | Eskilstuna | 26 août 2018    |
| 1 500 m | Plein air | 3 min 33 s 70      | Doha       | 6 octobre 2019  |
| 1 500 m | En salle  | 3 min 36 s 63 (NR) | Toruń      | 6 février 2019  |
| Mile    | Plein air | 3 min 53 s 83 (NR) | Oslo       | 13 juin 2019    |
| Mile    | En salle  | 4 min 01 s 00      | Athlone    | 21 février 2018 |